# 芬辛
芬辛是德国巴伐利亚州的一个市镇。总面积23.17平方公里，总人口4348人，其中男性2211人，女性2137人（2011年12月31日），人口密度188人/平方公里。